# Autovía A-5
L'autovía A-5, chiamata anche Autovía del Suroeste (Autovía del Sud-Ovest) o anche Autovía de Extremadura, è un'autostrada gratuita spagnola appartenente alla Rete di Strade dello Stato (Red de Carreteras del Estado) che unisce Madrid al confine portoghese via Mérida e Badajoz. È una delle sei autostrade gratuite radiali della Spagna che, partendo dalla capitale posta al centro della penisola, terminano ai confini del Paese. Misura 408 km ed è parte del tratto spagnolo dell'itinerario europeo E90. L'autovía attraversa tre regioni spagnole (Madrid, Castiglia-La Mancia ed Estremadura) fino a raggiungere il confine e continuando, in territorio portoghese, fino a Lisbona come A6 Autoestrada do Alentejo. Si tratta di un'arteria fondamentale della penisola in quanto unisce le due capitali iberiche.

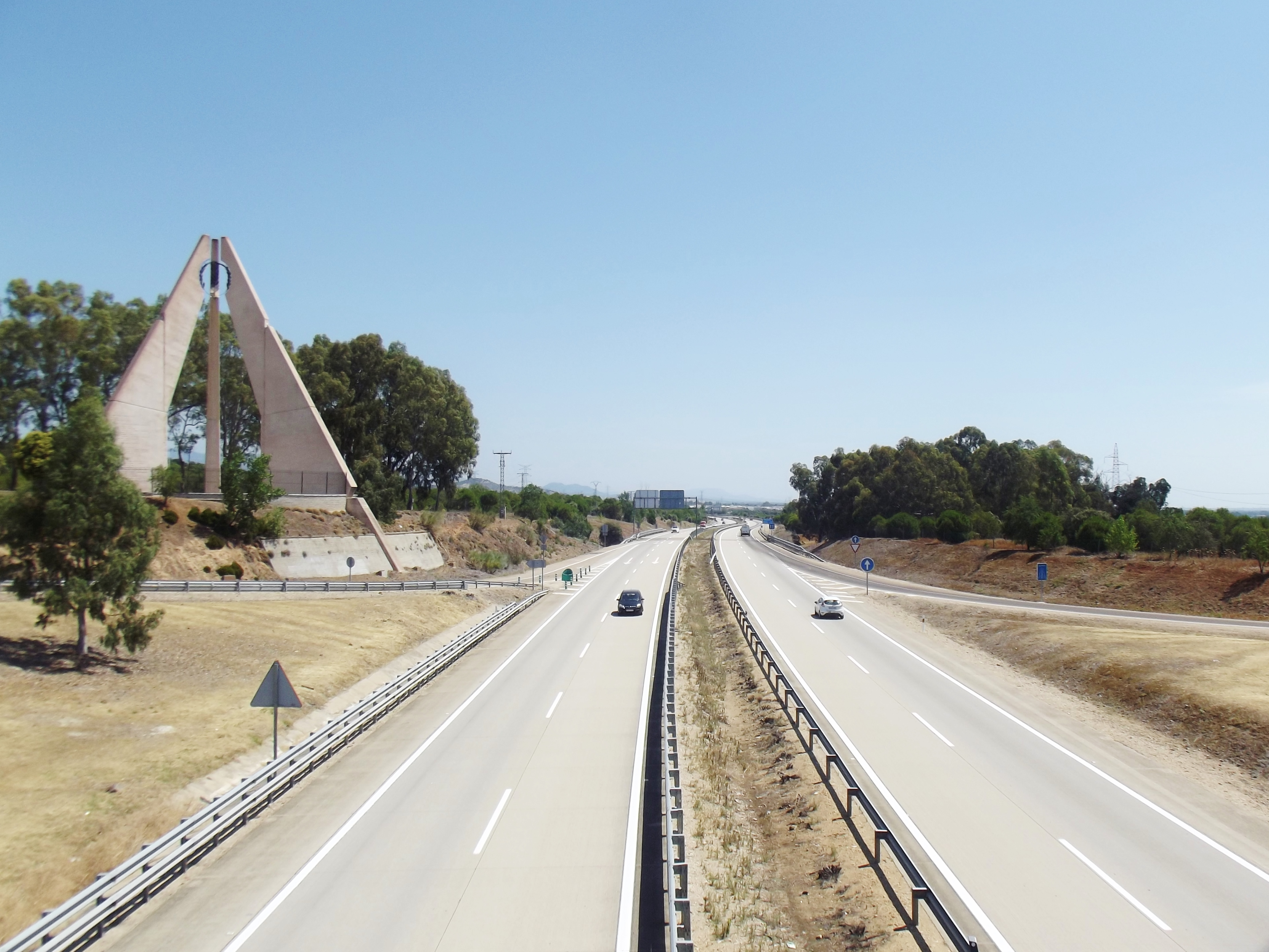
L'A-5 nei pressi di Talavera de la Reina (Toledo)

## Storia
Come per molte altre autovías spagnole, l'A-5 nasce dal raddoppio di una strada nazionale, in questo caso la N-V. L'apertura al traffico a due corsie per senso di marcia avvenne in più fasi tra il 1984 ed il 1995 anche se la maggior parte del tracciato era già operativo nei primi anni '90.

## Percorso
L'A-5 ha origine nell'Avenida de Portugal ad ovest di Madrid ed esce dalla capitale in direzione sud-ovest. Incrocia la M-30, la M-40, la M-50 e la R-5 per poi uscire dalla regione di Madrid ed entrare in Castiglia-La Mancia al km 36. Dopo aver incrociato l'A-40 Avila-Teruel al km 76, piega verso ovest ed al km 168 entra in Estremadura. A Navalmoral de la Mata (km 185) l'autovía vira a sud dirigendosi verso Trujillo dove, al km 248, incrocia l'A-58 per Cáceres. A Mérida (km 338) incrocia l'A-66 Gijón-Siviglia e, dirigendosi verso ovest, raggiunge al km 395 Badajoz ed infine il confine portoghese al km 408.